# Amphirosellinia evansii
Amphirosellinia evansii är en svampart som först beskrevs av Læssøe & Spooner, och fick sitt nu gällande namn av Y.M. Ju, J.D. Rogers & H.M. Hsieh 2004. Amphirosellinia evansii ingår i släktet Amphirosellinia och familjen kolkärnsvampar.   Inga underarter finns listade i Catalogue of Life.